# Zimbauê
Grêmio Recreativo Bloco Carnavalesco Cultural Zimbauê é um bloco de enredo do Rio de Janeiro. É filiado à Federação dos Blocos Carnavalescos do Estado do Rio de Janeiro. 

## História
Em 1990, foi criado o Grupo Cultural Afro Zimbauê da Ilha – GCAZI. A partir desse grupo, o bloco Zimbauê foi fundado em 06 de maio de 2016. Se filiou em 2019 è FBCERJ, estando apto a desfilar oficialmente a partir do ano seguinte.
Em 2020, foi o segundo bloco a desfilar no Grupo C da Federação, no sábado de carnaval, na Estrada Intendente Magalhães. Por não apresentar estandarte e nem alegorias, dois quesitos obrigatórios, obteve apenas 141,5 pontos, obtendo apenas a terceira colocação.

## Segmentos

### Presidentes
| Nome                                         | Mandato      | Ref.  |
| -------------------------------------------- | ------------ | ----- |
| Edmundo Pereira de Santana “Edmundo Zimbauê” | ?-atualidade | [ 1 ] |

### Diretores
| Ano  | Diretor de Carnaval | Diretor geral de harmonia | Mestre de bateria               | Ref.  |
| ---- | ------------------- | ------------------------- | ------------------------------- | ----- |
| 2020 | Paulo Henrique      | Jota Karlos               | Wallace Machado Rodrigues “Nem” | [ 1 ] |
| 2021 |                     |                           |                                 |       |

### Coreógrafo
| Ano  | Nome | Ref. |
| ---- | ---- | ---- |
| 2020 | -    |      |
| 2021 |      |      |

### Casal de mestre-sala e estandarte
| Ano  | Nome                                   | Ref.  |
| ---- | -------------------------------------- | ----- |
| 2020 | Wanderson Silva e Bianca Strella “Bia” | [ 1 ] |
| 2021 |                                        |       |

### Corte de bateria
| Ano  | Rainha     | Madrinha | Ref.  |
| ---- | ---------- | -------- | ----- |
| 2020 | Ray Sereia | -        | [ 1 ] |
| 2021 |            |          |       |

### Intérprete
| Ano  | Nome                         | Ref.  |
| ---- | ---------------------------- | ----- |
| 2020 | Pedro Luiz Teixeira “Pedrão” | [ 1 ] |
| 2021 |                              |       |

## Carnavais
| Ano  | Colocação       | Grupo                         | Enredo                                                                                | Carnavalesco              | Ref.              |
| ---- | --------------- | ----------------------------- | ------------------------------------------------------------------------------------- | ------------------------- | ----------------- |
| 2020 | 3º lugar        | C dos blocos Terceira Divisão | Muito prazer, sou Zimbauê Compositores:Kadinho da Ilha, Paulo Catraca e Silvana Leixo | Louis Cavalcanthé         | [ 3 ] [ 1 ] [ 2 ] |
| 2022 | 9º lugar        | B dos blocos Terceira Divisão | Sagrado Saber Ancestral: Nas Batidas do Tambor, a Saudade que o Tempo não Silenciou   | Caio Santos e Igor Soares |                   |
| 2023 | 9º lugar        | Grupo 2 Segunda Divisão       | A Jóia da África É Odara!                                                             | Sandro Gomes              |                   |
| 2024 | Desclassificada | Grupo 2 Segunda Divisão       | A Realeza Preta de Minas Gerais                                                       |                           |                   |

- Commons